# Ik kan je niet laten
Ik kan je niet laten is een single van de Nederlandse rapper Jonna Fraser uit 2016. Het stond in hetzelfde jaar als zesde track op het album Goed teken.

## Achtergrond
Ik kan je niet laten is geschreven door Ivano Leonard Biharie en Jonathan Jeffrey Grando en geproduceerd door Frankie. Het nummer en de bijbehorende videoclip gaat over een situatie waar een meisje in een relatie denkt dat haar vriend vreemdgaat, en de vriend die haar probeert te overtuigen dat het niet zo is. De clip is opgenomen in Suriname. De single heeft in Nederland de gouden status.

## Hitnoteringen
Het nummer had bescheiden succes. Het haalde de Top 40 niet, maar kwam wel tot de 71e positie van de Single Top 100.